# Caseta del Pare Pere
Construïda al segle xvii, la caseta del Pare Pere és una caseta de pedra situada al costat de l'Ermita del mateix nom, als peus del Montgó (a Dénia, Marina Alta), que va ser utilitzada per Fra Pere Esteve durant els seus retirs per a l'oració i la meditació.